# 新人王：防彈少年團—Channel 防彈
《新人王 防彈少年團－Channel 防彈》（韓語：신인왕 방탄소년단-채널방탄）是韓國Big Hit娛樂公司旗下男子團體防彈少年團的第一個電視真人秀綜藝節目，以「防彈頻道」為假想設定的新概念聯合演出。防彈少年團親自作為演出者，挑戰各種類型的節目企劃，在節目中展現活潑的嘻哈少年模樣與豐富多彩的魅力。
自2013年9月3日開始，韓國時間每週二下午五點於SBS MTV播出，播映至2013年10月22日結束，總共八集。

## 演出團員
- Rap Monster
- SUGA
- Jin
- j-hope
- Jimin
- V
- Jung Kook

## 節目集數
| 集數 | 播放日期       | 內容 |
| 1    | 2013年9月3日   | 1. 防彈VJ特攻隊（突擊宿舍、隱藏攝影機） 2. 防彈Music（Rap Monster、SUGA、j-hope公演） 3. 防彈末盤王 4. 防彈樂透（j-hope、Jimin） |
| 2    | 2013年9月10日  | 1. 防彈Chef Korea 2. 防彈VJ特攻隊（回歸專輯與MV拍攝花絮） 3. 防彈末盤王 4. 防彈樂透（Jimin、Jung Kook）                          |
| 3    | 2013年9月17日  | 1. 中秋特輯：防彈狀元及第 2. 防彈樂透（V、Jung Kook）                                                                            |
| 4    | 2013年9月24日  | 1. 中秋特輯：防彈末盤王 2. 防彈！敞開心扉吧 3. 防彈Sport（籃球篇） 4. 防彈樂透（Jin、V）                                         |
| 5    | 2013年10月1日  | 1. 防彈Sport（保齡球篇） 2. 防彈Music（Beautiful MV拍攝幕後花絮） 3. 防彈末盤王 4. 防彈樂透（Jin、j-hope）                       |
| 6    | 2013年10月8日  | 1. 防彈KTV 2. 防彈Sport（彈棋子篇） 3. 防彈末盤王 4. 防彈樂透（SUGA、Rap Monster）                                               |
| 7    | 2013年10月15日 | 1. 防彈Daily 2. 防彈末盤王 3. 防彈Music（Jin、Jimin、V、Jung Kook公演） 4. 防彈樂透（SUGA、Rap Monster）                         |
| 8    | 2013年10月22日 | 1. 防彈Music（大人小孩MV拍攝幕後花絮） 2. 防彈X Man 3. 防彈Behind Story                                                          |

## 防彈頻道節目
- 主題單元

| 主題                 | 演出團員 | 內容 |
| 愛國歌               | 全員     | 以國歌拍攝的節目片頭曲MV。                                                                                  |
| VJ防彈特攻隊         | 全員     | 以KBS2VJ特攻隊為藍本，主持人為Jin。公開各種幕後花絮和防彈少年團私底下真實的一面。                           |
| 防彈Music            | 全員     | 以韓國音樂綜藝節目為藍本。                                                                                  |
| 防彈末盤王（終結者） | 全員     | 每集抽牌決定一名不受罰的王，之後在各個懲罰項目中抽牌決定受罰者。                                            |
| 防彈樂透             | 全員     | 以樂透開獎節目為藍本。每集輪流由一名團員抽選一名觀眾送出自己最喜歡的私人物品。                              |
| BTS Chef Korea       | 全員     | 主持人為壽星Rap Monster，其他六名團員以Rap Monster的生日料理展開料理對決。                                  |
| 防彈狀元及第         | 全員     | 透過三個文科考試和武科考試決定一名狀元，狀元能夠得到獎品和在末盤王成為王的權利。                            |
| 防彈！敞開心扉吧     | 全員     | 七名團員在屋頂上痛快吶喊，公開自己從練習生開始隱藏在內心的秘密和故事，爽快地解開心結。                      |
| 防彈Sport            | 全員     | 一名團員作為解說員，六名團員分成哥哥隊和弟弟隊，兩個隊伍進行各種比賽。                                      |
| 防彈KTV              | 全員     | 在KTV唱出自己的愛歌和去KTV必點的歌曲，進行真實演唱Show。                                                    |
| 防彈Daily            | 全員     | 貼身紀錄和採訪七名團員的生活。                                                                              |
| 防彈X Man            | 全員     | 以星期天真好X Man為藍本。被選為X Max的團員必須誘導自己所屬的隊伍輸掉比賽，最後七名團員投票指定X Man嫌疑人。 |

- 模仿橋段

－ 節目中穿插的偽廣告。
| 主題                | 演出團員     | 藍本                   |
| 防彈漢堡            | V、Jung Kook | 漢堡王電視廣告         |
| 防彈洗面乳          | Jimin        | 木村拓哉Gatsby電視廣告 |
| BTS Happy Music保險 | j-hope       | 保險廣告               |
| 防彈教育            | Rap Monster  | 哈利波特               |
| 防彈牛奶            | Jin          |                        |
| 防彈砂糖            | SUGA         |                        |

## 相關官方影片
| 上傳日期       | 主題                 | 演出團員                    | 官方影片                                                        |
| 2013年9月6日   | 開播預告             | Jung Kook                   | SBS MTV （页面存档备份，存于） BANGTANTV （页面存档备份，存于） |
| 2013年9月6日   | 第一集預告           | 全員                        | SBS MTV （页面存档备份，存于） BANGTANTV （页面存档备份，存于） |
| 2013年9月6日   | 模仿廣告：防彈洗面乳 | Jimin                       | SBS MTV （页面存档备份，存于）                                  |
| 2013年9月6日   | 模仿廣告：防彈漢堡   | V、Jung Kook                | SBS MTV （页面存档备份，存于）                                  |
| 2013年9月6日   | 第二集預告           | 全員                        | SBS MTV （页面存档备份，存于）                                  |
| 2013年10月1日  | Beautiful MV         | j-hope、Jimin、V、Jung Kook | BANGTANTV （页面存档备份，存于）                                |
| 2013年10月22日 | 大人小孩 MV          | Jin、SUGA、Rap Monster      | BANGTANTV （页面存档备份，存于）                                |